# 黛卓郎
黛 卓郎（まゆずみ たくろう）は、日本の造園系都市計画家で、登録ランドスケープアーキテクト。

## 来歴
1967年に東京農業大学農学部造園学科を卒業した。
プレック研究所企画担当参事を務めた。
また、日本造園学会関東支部長（平成9年 - 10年度）も務める。
2013年に、第35回日本公園緑地協会北村賞を受賞した。
代表作に、横浜みなとみらい21中央地区水際公園（高島水際線公園、2014年ランドスケープコンサルタンツ協会CLA賞設計部門優秀賞）、習志野緑地・谷津干潟公園自然観察センター、牛久自然観察の森、国営吉野ヶ里歴史公園「北墳丘墓」などがある。